# Atheris ceratophora
Atheris ceratophora este o specie de șerpi din genul Atheris, familia Viperidae, descrisă de Werner 1895. A fost clasificată de IUCN ca specie vulnerabilă. Conform Catalogue of Life specia Atheris ceratophora nu are subspecii cunoscute.